# Suicide dans l'Égypte antique
Il n'y a pas de preuves archéologiques directes de suicide dans l'Égypte antique, mais les archéologues, avec prudence, parlent de l'existence de signes physiques dans des tombes laissant penser au suicide comme exceptionnels. 

## Les documents historiques
Durant les trois millénaires de la longue histoire de l'Égypte antique, les archives ne relatent qu'à peine une poignée de suicides.
- Au lendemain d'une tentative d'assassinat contre Ramsès III, un certain nombre des conspirateurs, parmi eux le prince Pentaour, fils de la reine Tiyi, sont condamnés à mort, mais, comme une marque spéciale de clémence, ont le « choix de se suicider ». Le procès des conjurés est retracé dans le papyrus dit judiciaire de Turin, dont le principal des trois fragments qui le composent est conservé au Musée égyptologique de Turin.
Le maître d'hôtel Pebes n'a pas été condamné à mort pour avoir festoyé avec les femmes du harem accusées d'avoir conspiré contre le roi. Son châtiment est d'avoir le nez et les oreilles coupés, mais il se tue, probablement incapable de supporter sa honte.

- La reine Cléopâtre VII, la dernière des Ptolémées, se serait suicidé pour ne pas être humiliée en public lors du triomphe d'Octave à Rome, après l'échec de sa tentative de maintenir l'Égypte indépendante.

On en sait davantage sur le suicide à l'époque gréco-romaine que dans les trois précédents millénaires d'histoire égyptienne, mais les registres sont rares. Parmi eux se trouve une plainte officielle auprès d'Apollonios, stratège du nome Arsinoë, déposée par Pakebkis, fils d'Horos, et Kollouthos, parents d'un homme poussé au suicide par la persécution.
Des menaces de se tuer soi-même comme des appels au secours ont également été faites dans l'antiquité. Une femme appelée Isidora, inquiète de la mauvaise santé de son enfant, écrit à son mari Hermias :
« Ne fais plus rien, diffère tout, et viens, de préférence demain. Le bébé est malade. (...) Je crains qu'il meure en ton absence. S'il meurt en ton absence, sois certain que tu me trouveras pendue »
— Anton J. L. van Hooff, From autothanasia to suicide: self-killing in classical antiquity, Routledge, 1990, p. 155

## Témoignages littéraires
La littérature ancienne, même sous forme d'histoires, ne doit pas être confondue avec des documents historiques. Elle peut faire la lumière sur des attitudes, répéter des souvenirs historiques transmis par les contes populaires ou dans le cadre des traductions de scribes, mais en l'absence de sources archéologiques confirmant les faits, rien cité comme un fait dans de tels écrits ne doit être pris comme véridique.
Diodore de Sicile raconte la vie de différents rois, parmi eux celui qu'il appelle Sesoösis, qui s'est tué quand il est devenu aveugle après un long règne.
D'après Flavius Josèphe, Manéthon raconte l'histoire d'un roi nommé Aménophis qui voulaient voir les dieux. L'avis du conseiller d'Aménophis consiste à éloigner du pays tous les lépreux. Le roi suit ce conseil et isole 80 000 personnes infectées dans les carrières de pierre à l'est du Nil, où ils doivent casser des pierres. Parmi eux, ajoute Manéthon, il y a quelques prêtres savants qui avaient été infectés par la lèpre. Le conseiller est alors rempli de crainte de la colère divine, contre le roi lui-même, et il ajoute une prédiction, si l'outrage fait à ces personnes devait être découvert, que certains alliés se joindront au lépreux et prendront possession de l'Égypte. N'osant pas faire cette prophétie lui-même au roi, il laisse un compte-rendu complet de celle-ci par écrit, puis se suicide.
Le débat entre un homme fatigué de la vie et son âme, dont la seule copie connue datant de la XIIe dynastie fut composée pendant une période où les certitudes sur la vie et sa récompense dans l'au-delà éternel avaient cédé la place à la recherche de la satisfaction, est un texte incomplet et difficile à comprendre. Il décrit un homme profondément mécontent de la vie qui conteste avec son bâ, lequel refuse de reconnaître sa souffrance et menace de le quitter — perspective effrayante, car cela empêcherait sa résurrection et une existence heureuse dans l'au-delà —. L'homme expose son anxiété et à la fin, son bâ accepte de rester avec lui. Ce dialogue affiche une caractéristique de l'état mental d'un candidat au suicide : faible estime de soi, haine de soi, isolement social, espoir de se libérer de la souffrance par la mort et une vie meilleure dans l'au-delà, et il a été suggéré que cela pourrait avoir été une note de suicide.